# Kranggan (Galur)
Kranggan is een bestuurslaag in het regentschap Kulon Progo van de provincie Jogjakarta, Indonesië. Kranggan telt 2278 inwoners (volkstelling 2010).